# サムセン駅
サムセン駅（サムセンえき、タイ語:สถานีรถไฟสามเสน）は、タイ王国の首都バンコク都パヤータイ区にある、タイ国有鉄道北本線の駅である。

## 概要
サムセン駅は、タイ王国の首都バンコク都の、人口7万2千人が暮らすパヤータイ区にあり、駅の正面側は西向きである。北本線に並行してバーンスー区方面へ延びるサワンカローク通り（途中でトゥーダムリ通りに名称が変わる）沿いに設けられている。
バンコク都心部に位置する駅の一つであり、優等列車を含む全ての列車が停車する。

## 歴史
タイ最初の官営鉄道であるクルンテープ駅 - アユタヤ駅間が1897年3月26日に開業した。この時点で当駅はまだ開業してなくその後の開業である。（正確な年月日は不明）
- 1897年3月26日 【開業】クルンテープ駅 - アユタヤ駅 (71.08km)

## 駅構造
相対式ホーム2面2線を有する地上駅であり、駅舎はホームに面している。